# Арчизате
Арчизате (итал. Arcisate) је насеље у Италији у округу Варезе, региону Ломбардија.
Према процени из 2011. у насељу је живело 7645 становника. Насеље се налази на надморској висини од 381 м.

## Становништво
Према резултатима пописа становништва 2011. у општини је живело 9.850 становника.
| 1931. | 1936. | 1951. | 1961. | 1971. | 1981. | 1991. | 2001. | 2011. |
| ----- | ----- | ----- | ----- | ----- | ----- | ----- | ----- | ----- |
| 2.980 | 3.012 | 4.035 | 5.601 | 7.199 | 8.802 | 8.954 | 9.280 | 9.850 |